# IC 1863
IC 1863 је галаксија у сазвјежђу Кит која се налази на листи објеката дубоког неба у Индекс каталогу.
Деклинација објекта је + 8° 47' 6" а ректасцензија 2h 54m 50,7s. Привидна величина (магнитуда) објекта IC 1863 износи 14,7 а фотографска магнитуда 15,7. IC 1863 је још познат и под ознакама MCG 1-8-15, CGCG 415-24, NPM1G +08.0100, PGC 10997.